# Pedro Pinheiro
Joaquim José Pedro Silva Pinheiro (Abrigada; Alenquer, 27 de novembro de 1939 – Lisboa, 13 de novembro de 2008), foi um actor e comediante português. Pedro Pinheiro era mais conhecido por entrar na famosa série de comédia "Malucos do Riso".

## Vida e carreira
Joaquim José Pedro Da Silva Pinheiro sempre se interessou por teatro e cinema, desde de pequeno. Estreou-se em 1963, no teatro da Trindade, na peça "O Mercador de Veneza", de Shakespeare.
Desde desse ano, Pedro Pinheiro veio a participar em inúmeras peças de teatro, a trabalhar na rádio, cinema e televisão, sendo autor de milhares de anedotas usadas na série "Malucos do Riso", e, em 2008, festejou 45 de anos de carreira.
Foi nos últimos anos de vida que começou a alcançar melhor sucesso e fama, mas o seu trabalho foi sempre bem recebido e aplaudido pelo público português. Além de entrar em várias séries e novelas, da TVI, da SIC e da RTP, Pedro Pinheiro entrou em filmes como "O Passado do Presente" de Manoel de Oliveira, "A vida é bela" de Luís Galvão Teles, e o seu último filme, Amália de Carlos Coelho da Silva. Participou também em dobragens de animações, tendo ficado conhecido como a voz original portuguesa do Tio Patinhas. 
Morreu a 13 de Novembro de 2008, vítima de cancro.

## Dobragens

### Séries
- Bell e Sebastião - César
- O Jacaré Wally - Wally
- Patoaventuras (1987) - Tio Patinhas
- Heidi - Avô (2ª Dobragem - VHS/DVDs)
- Babar (1991) - Cornelius
- Tarzan (série) (2003) - Professor Archimedes Q. Porter

### Filmes
- Branca de Neve e os sete anões (1937) - Feliz
- One Hundred and One Dalmatians (1961)- Coronel
- A Espada Era a Lei (1963) - Merlin
- Os Aristogatos - (1970) George Hautecourt
- A Pequena Sereia (1989) - Grimsby
- A Bela e o Monstro (1991) - Maurice
- Space Jam (1996) - Psiquiatra
- Hércules (1997) - Zeus
- Anastasia (1997) - Vladimir
- A Espada Mágica (1998) - Merlin
- Uma Vida de Inseto (1998) - Cornelius
- Pocahontas II (1998) - Rei James
- Tarzan (1999) - Professor Archimedes Q. Porter
- Toy Story 2 (1999) - Mineiro
- A Pequena Sereia 2: Regresso ao Mar (2000) - Grimsby
- José: Rei dos Sonhos (2000) - Jacó
- 102 Dálmatas (2000) - Sr. Torte
- As Aventuras do Tigre (2000) - Narrador
- Shrek (2001) - Gepeto, Bispo
- Atlântida: O Continente Perdido (2001) - Jebidiah Allardyce "Cookie" Farnsworth
- Tarzan & Jane (2002) - Professor Archimedes Q. Porter
- A Idade do Gelo (2002) - Frank
- Homem-Aranha (2002) - Dr. Mendel Stromm
- As Powerpuff Girls: O Filme (2002) - Presidente
- Atlântida: O Regresso de Milo (2003) - Jebidiah Allardyce "Cookie" Farnsworth
- O Paraíso da Barafunda (2004) - Lucky Jack
- Winnie The Pooh: Primavera com o Ru (2004) - Narrador
- Pacha e o Imperador II: A Grande Aventura do Konk (2005) - Burt
- Wallace & Gromit: A Maldição do Coelhomem (2005) - Pároco
- Herbie Prego a Fundo (2005) - Jimmy D.

## Televisão
- Kean RTP 1962
- Histórias Simples da Gente Cá do Meu Bairro RTP 1965

...
- Origens RTP 1983/1984 'juiz'
- A Viúva Contente RTP 1989
- Um Solar Alfacinha RTP 1989 'Barão'
- Cama, Mesa e Roupa Lavada RTP 1990 'Manuel Piçarra'
- Os Andrades RTP 1994 'Saavedra'
- Sozinhos em Casa RTP 1994 'Atílio'
- Desencontros RTP 1995 'médico'
- Nico D' Obra RTP 1995 'Beltrão'
- Roseira Brava RTP 1996 'Castanheira'
- As Aventuras de Camilo SIC 1997
- Camilo na Prisão SIC 1998 'Norberto'
- Os Lobos RTP 1998/1999 'diretor da prisão'
- Super Pai TVI 2000
- Jornalistas SIC? 2000 'Ernesto'
- A Loja de Camilo SIC 2000
- Capitão Roby RTP 2000 'diretor do hospital'
- Ajuste de Contas RTP 2000/2001 'Alves'
- A Minha Família é uma Animação SIC 2000/2001 'Lourenço Gameiro'
- Olhos de Água TVI 2001 'Dr.Moreira da Silva'
- Anjo Selvagem TVI 2002 'Abílio Souto e Castro
- O Olhar da Serpente TVI 2002/2003 '???'
- Tudo Por Amor TVI 2002/2003 'Afonso Ávila'
- Morangos com Açúcar TVI 2003/2004 'Padre'
- Uma Aventura SIC 2004/2007 'Mateus/diretor'
- Inspector Max TVI 2004/2005 'diretor do hospital/Artur'
- Clube das Chaves TVI 2005 'maestro'
- O Bando dos Quatro TVI 2006/2007 'Marques'
- Fascínios TVI 2008
- Detective Maravilhas TVI 2007/2008 'Januário'
- Morangos Com Açúcar TVI 2008
- Amália 2008 'Alfredo'
- Conta-me Como Foi 2008/2009 'César Guimarães'
- Campeões e Detectives 2008/2009
- Várias séries de Os Malucos do Riso SIC 'Várias Personagens'

## Prémios
- Grande Prémio de Teatro Português 2000 - com a peça Encontro com Rita Hayworth.[2]